# 莫是龍

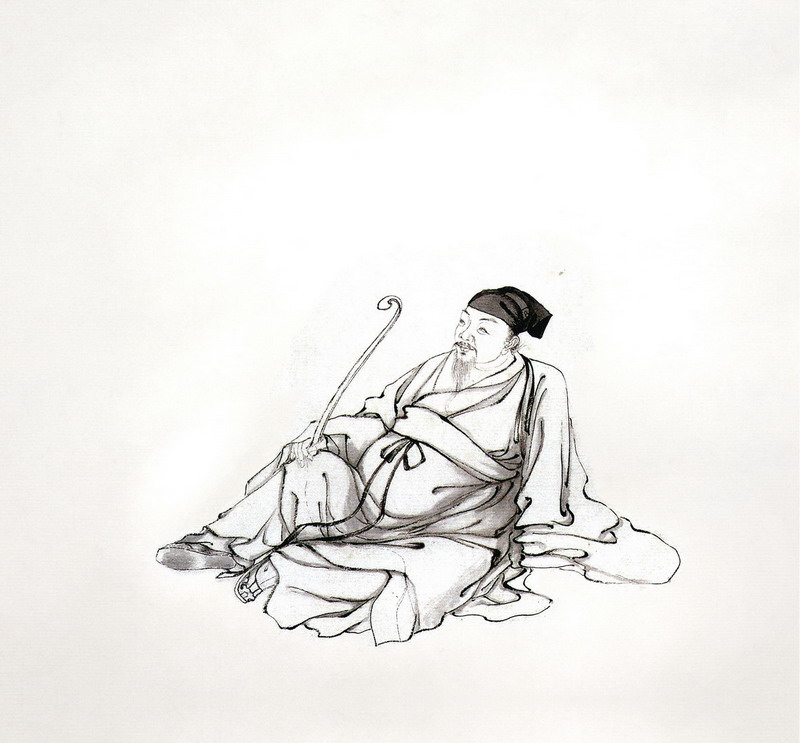
《松江邦彥畫像》之莫是龍

莫是龍（1539年—1587年），字雲卿，更字廷韓，號秋水，後改號後明，直隶華亭（今上海市松江區）人，明朝書法家、畫家，貢生出身。

## 生平
十歲就能做文章，十四补郡博士弟子，年齡稍大即擅長書法。皇甫汸、王世貞等人屢次提到莫是龍，都對其有極高的評價。與顧斗英並稱“雲間二韓”。

## 家族
父莫如忠，浙江布政使。弟莫是元，字廷對，嘉靖二十五年丁酉科舉人，官内丘知县。

## 評價

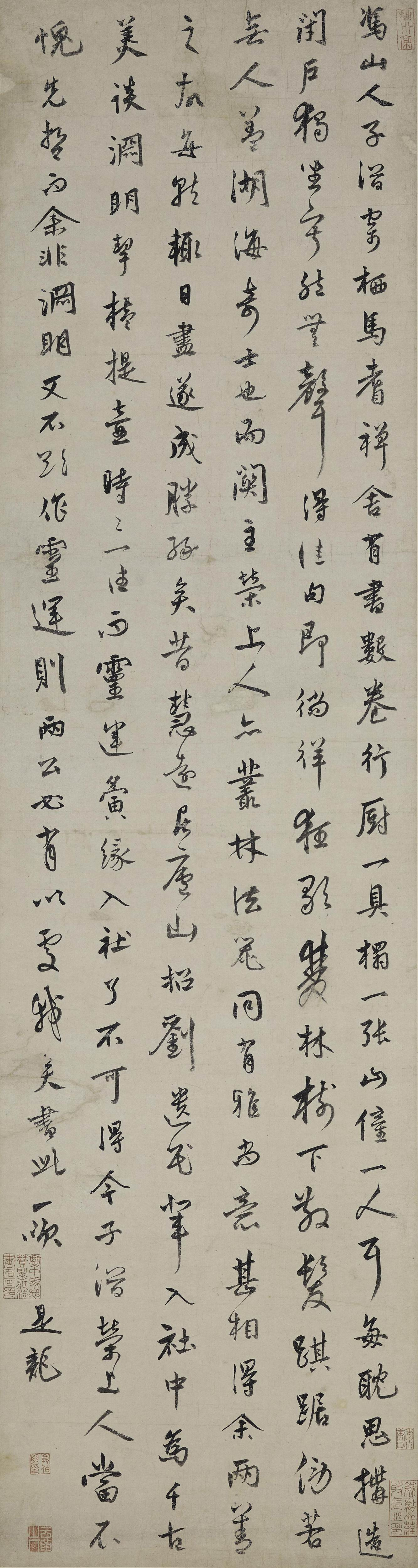
莫是龍的行书

董其昌曾受教於莫是龍之父莫如忠，對於莫氏父子二人，評價甚高，曾將東晉的王羲之、王獻之，唐朝的歐陽詢、歐陽通，及徐嶠之、徐浩等書法名家父子與之比擬。更盛讚莫是龍的書法“風流跌宕，俊爽多姿，醞釀諸家，匠心獨妙。”

## 主要作品
- 《東岡草堂圖》，台北國立故宮博物院 藏[5]